# Chalcides delislei
Chalcides delislei (циліндричний сцинк Деліля) — вид сцинкоподібних ящірок родини сцинкових (Scincidae). Мешкає в регіоні Сахелю. Вид названий на честь французького лікаря і антрополога Фернана Деліля.

## Поширення і екологія
Циліндричні сцинки Деліля поширені на заході африканського регіону Сахель, від півдня Західної Сахари та крайньої півночі Сенегалу через північну і східну Мавританію та Малі до Нігеру і Чаду, можливо, також на крайньому південному сході Алжиру. Відсутні на узбережжі Атлантичного океану, де цей вид замінює Chalcides sphenopsiformis. Зустрічаються в напівпустелях, серед піщаного ґрунту , на висоті до 700 м над рівнем моря. Ведуть денний спосіб життя. Живляться дрібними жуками та їх личинками. Живородні.